# Спорт в Андоррі

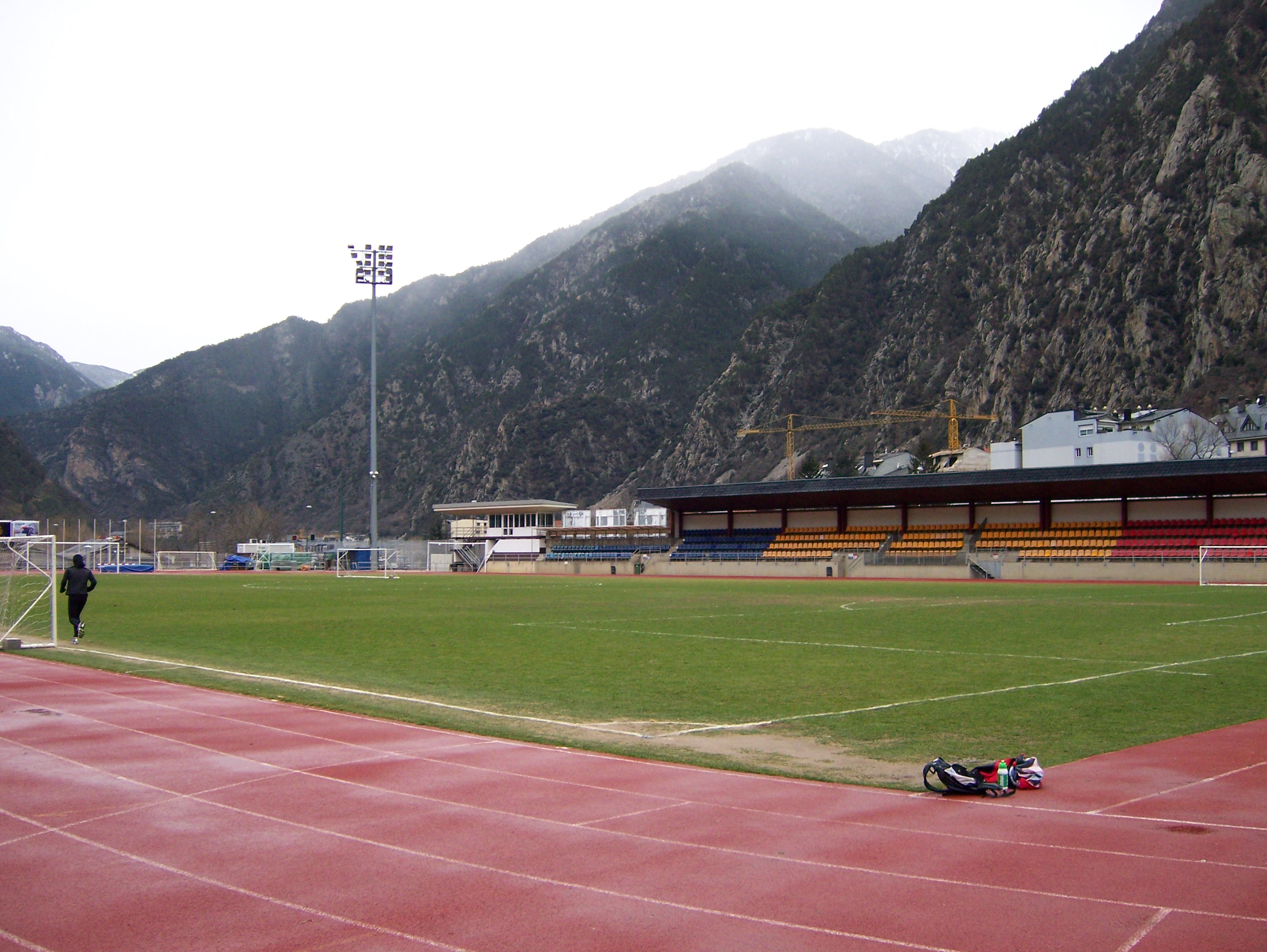
Комуналь д'Андорра-ла-Велья

Спорт в Андоррі є важливою частиною культурного та соціального життя князівства Андорра, попри невеликий розмір країни та її гірське розташування. Завдяки гірському рельєфу, головними видами спорту стали гірськолижний спорт, альпінізм, сноубординг, а також футбол, регбі, баскетбол та шахи.

## Історія спорту в Андоррі
Історично спорт у князівстві був тісно пов’язаний із гірською природою країни. З середини XX століття почали з’являтись перші організовані спортивні клуби, особливо з зимових видів спорту. У 1980-х роках уряд Андорри почав активно розвивати спортивну інфраструктуру, зокрема у регіонах Сольдеу, Пас-де-ла-Каса та Ла-Массана.

## Спортивна організація
Олімпійський комітет Андорри (Comitè Olímpic Andorrà) був заснований у 1971 році, а в 1975 році країна стала членом МОК. Сьогодні в Андоррі функціонує понад 20 національних спортивних федерацій, включаючи федерацію гірськолижного спорту, футбольну федерацію, федерації з шахів, регбі, легкої атлетики, тенісу тощо.

## Основні види спорту

### Гірськолижний спорт
Гірськолижний спорт є найпопулярнішим та найрозвиненішим видом спорту в Андоррі. У країні розташовані одні з найбільших гірськолижних курортів Піренеїв, зокрема Грандваліра і Вальнорд.
Андоррські спортсмени регулярно беруть участь у Кубках світу та зимових Олімпійських іграх. Найвідомішим лижником є Жоан Верду Санчес, який представляв країну на ОІ-2022 і здобув найвищі результати в історії країни в гігантському слаломі. 

### Футбол

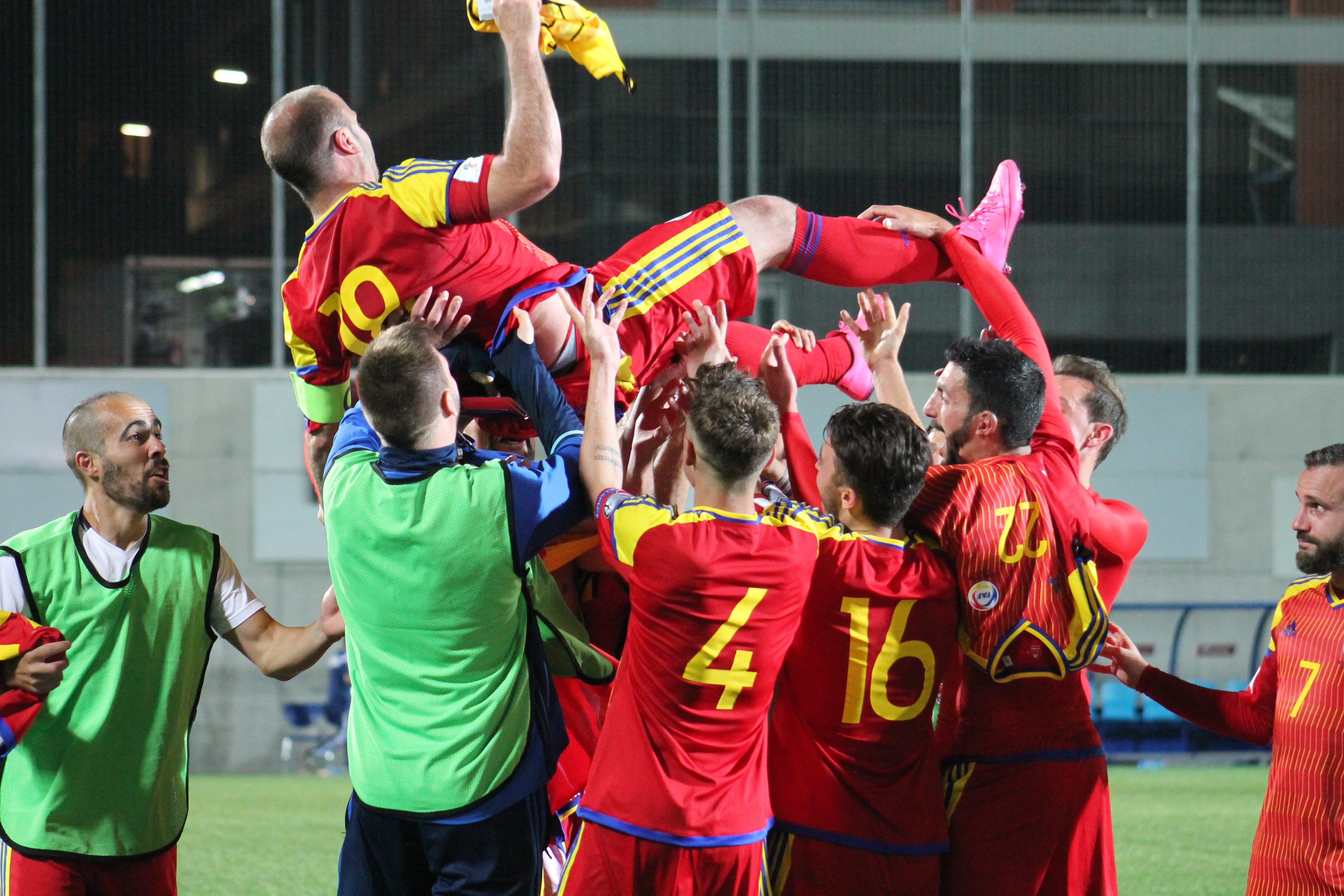
Збірна Андори у 2017 році

Футбол також відіграє важливу роль у спортивному житті країни. Збірна Андорри з футболу бере участь у змаганнях під егідою УЄФА та ФІФА. Попри скромні результати, збірна здобувала історичні перемоги, як-от над Північною Македонією у 2004 році (1:0) та Угорщиною у 2017 році (1:0).
Клубний футбол представлений Прімера Дивізіо, найвищою футбольною лігою країни. Найуспішніший клуб — ФК Санта-Колома, що регулярно виступає в кваліфікаційних раундах Ліги чемпіонів та Ліги конференцій.

### Регбі
Регбі є популярним серед молоді та дорослого населення. Збірна Андорри з регбі змагається в європейських турнірах під егідою Rugby Europe. У країні діє кілька клубів, включаючи "VPC Andorra XV", який грає в іспанських чемпіонатах.

### Баскетбол
Андорра представлена клубом МораБанк Андорра, який бере участь в іспанській Лізі ACB, одній з найсильніших баскетбольних ліг Європи. У сезоні 2018/2019 клуб досяг чвертьфіналу Єврокубка та здобув визнання як конкурентоспроможна команда.

### Шахи
Шахи мають високий рівень розвитку в країні. Шахова федерація Андорри організовує щорічний Міжнародний шаховий турнір в Андоррі, який збирає гросмейстерів з усього світу. Андоррські шахісти регулярно беруть участь у Шахових олімпіадах та європейських чемпіонатах.

## Олімпійські виступи
Андорра вперше взяла участь в Олімпійських іграх у 1976 році. Відтоді спортсмени країни брали участь у кожних зимових та літніх Іграх, зосереджуючись переважно на гірськолижних дисциплінах. Хоча країна ще не здобула олімпійських медалей, постійна присутність на Іграх зміцнює її міжнародний спортивний імідж.

## Спорт і туризм
Гірськолижний та спортивний туризм є важливою галуззю економіки Андорри. Туристи з усього світу приїжджають до країни для катання на лижах, походів, велоспорту та участі у масових змаганнях, таких як марафони та триатлони. 

## Молодіжний спорт і освіта
У школах Андорри діють програми спортивного виховання, а держава підтримує юнацькі спортивні академії, зокрема в гірськолижному спорті та футболі. Існують муніципальні програми, які сприяють залученню молоді до активного способу життя.

## Спортивна інфраструктура
Країна має добре розвинену інфраструктуру для зимових видів спорту, а також багатофункціональні спорткомплекси, зокрема Poliesportiu d'Andorra, який є головною ареною для баскетболу та інших заходів. Інфраструктура постійно модернізується у відповідності до міжнародних стандартів.